# Jenny Alexandersson
Jenny Alexandersson (* 11. März 1976 in Stockholm, Schweden) ist eine schwedische Journalistin und Hofberichterstatterin.

## Leben
Jenny Alexandersson besuchte das Gymnasium in Halmstad, ehe sie sich an der Universität von Göteborg einschrieb. Alexandersson begann ihre journalistische Laufbahn zum Jahresbeginn 1999 als Reporterin bei der Zeitung Borås Tidning. Dort blieb sie allerdings nur wenige Monate und ging noch im selben Frühjahr als Redakteurin zu Frida Förlag. Ihre Karriere gewann an Fahrt, als Jenny Alexandersson nach vier Jahren und sieben Monaten im November 2003 als Reporterin zum Frauenblatt Svensk Damtidning wechselte. Dort wurde sie als Hofberichterstatterin eingesetzt, besaß ihren eigenen Weblog und erlangte in den folgenden fünfeinhalb Jahren nationale Bekanntheit durch ihr Geschick, Vertrauen zur königlichen Familie aufzubauen und ihr so nah zu kommen wie sonst kein schwedischer Journalist. Im April 2009 verließ Jenny Alexandersson dieses Blatt und wechselte zur Boulevardzeitung Aftonbladet. Hier betreut sie mit ihrer eigenen Rubrik Hovbloggen med Jenny Alexandersson ebenfalls die Hofberichterstattung.
Jenny Alexandersson hat sich seit ihrer Spezialisierung auf königliche Themen vor allem mit dem Leben von Prinzessin Victoria befasst. Sie begleitet die Thronfolgerin regelmäßig auf ihren Inlands- und Auslandsreisen darunter nach Brasilien, Australien, Deutschland, Saudi-Arabien, China, Indien und Abu Dhabi und gilt als „der mediale Leibwächter der Kronprinzessin“.
Ihre nationale Bekanntheit führte auch zu diversen Gastauftritten im schwedischen Fernsehen. So sah man Jenny Alexandersson beispielsweise 2007 und 2008 in BingoLotto. Auch das deutsche Fernsehen bedient sich häufig ihrer Statements und Einschätzungen, wenn es um das schwedische Königshaus geht. Darüber hinaus hat die Journalistin auch Rundfunkreportagen angefertigt.
2009 veröffentlichte Jenny Alexandersson ein Buch über die Verlobung von Kronprinzessin Victoria und Daniel Westling unter dem programmatischen Titel Förlovningen 2009. Seit März 2011 verfasst sie für ihren Arbeitgeber Aftonbladet auch Reportagen und führt Interviews jenseits der Royalty-Welt.